# Jean-Baptiste Alexandre Le Blond
Pour les articles homonymes, voir Le Blond.
Jean-Baptiste Alexandre Le Blond est un architecte parisien né en 1679 et mort en 1719. 

## Biographie
Jean-Baptiste Alexandre Le Blond était le fils de Jean Le Blond, peintre ordinaire du roi, marchand d'estampes sur le pont Saint-Michel à Paris, et de sa femme, née Jeanne d'Eu. Il étudia l'architecture auprès de son oncle maternel Jean Girard, intendant des bâtiments du duc d'Orléans. On affirme qu'il aurait également reçu des leçons d'André Le Nôtre en matière de jardins.

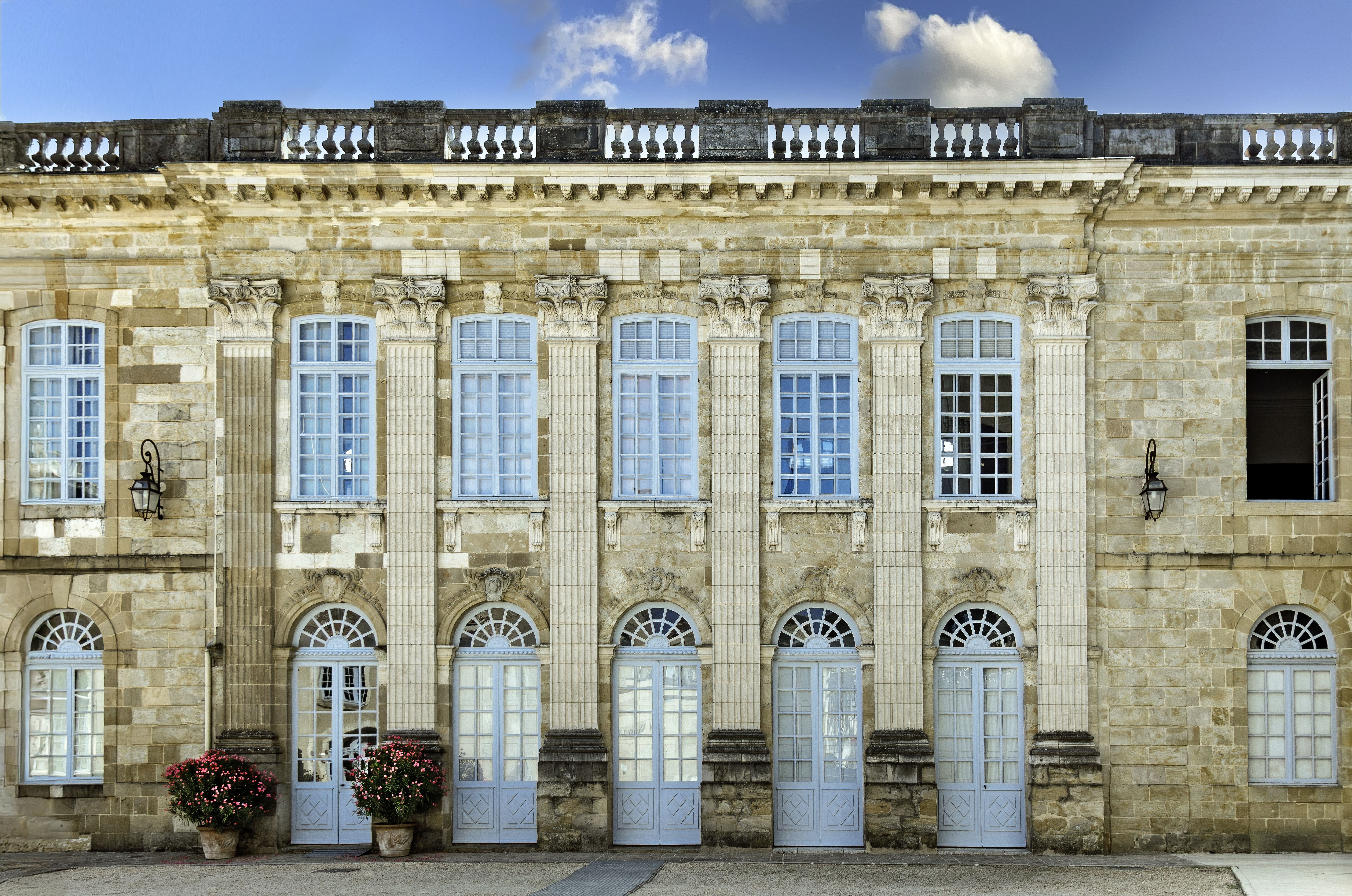
Ancien palais archiépiscopal d'Auch

Architecte du Roi, il construisit plusieurs hôtels particuliers à Paris, notamment l'hôtel de Clermont, rue de Varenne, et l'hôtel de Vendôme, rue d'Enfer (aujourd'hui boulevard Saint-Michel).
Il traça les plans et commença la construction du palais archiépiscopal d'Auch pour l'archevêque Augustin de Maupeou avec qui il avait travaillé sur les jardins de l'évêché de Castres. Le palais archiépiscopal d'Auch fut achevé entre 1750 et 1770 pour Mgr Jean-François de Montillet de Grenaud dans le respect strict des plans de Le Blond. Occupé de nos jours par la Préfecture du Gers, ce monument du XVIIIe siècle contribue au prestige artistique de la ville. On lui attribue aussi les plans de l'escalier d'honneur du collège Salinis d'Auch, ancien lycée des Jésuites, établissement scolaire fondé en 1543, qui est situé à deux pas de la cathédrale Sainte-Marie et du palais archiépiscopal de la préfecture du Gers.

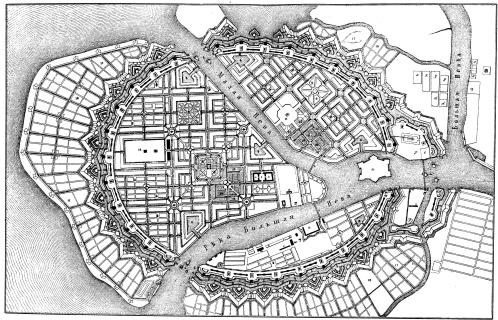
Le projet de 1717 de J.-B. Le Blond pour la ville de Saint-Pétersbourg.

En mars 1716, il accepta, à l'invitation de Pierre le Grand, de partir pour Saint-Pétersbourg où il parvint en août. Il proposa de donner à la ville un plan ovale, avec une matrice de rues se croisant à angle droit et plusieurs places imitées des places royales françaises, mais ce projet ne fut pas agréé, pas plus que son projet de résidence pour le tsar à Strelna (1717). Avec Friedrich Braunstein et Nicolà Michetti, il construisit le premier château de Peterhof (1717). À Saint-Pétersbourg, il construisit le palais Apraxine et dessina les plans du jardin d'été.
Le Blond mourut prématurément en 1719, emporté par la petite vérole. Le tsar lui-même assista à ses funérailles.
Comme théoricien et illustrateur, il réalisa les seconde (1710) et troisième (1720) éditions du Cours d'architecture  de Vignole traduit et commenté par Augustin-Charles d'Aviler, qu'il illustra de ses propres réalisations. Ces ouvrages introduisirent la distinction entre appartements de parade et appartements de commodités et mirent à la mode les petites cheminées. Le Blond a par ailleurs illustré l’Histoire de l'abbaye de Saint-Denis (1706) de Michel Félibien.

## Principales œuvres
- hôtel de Vendôme (dit aussi de Chaulnes), rue d'Enfer, 1706-1707 (abrite aujourd'hui, très remanié, l'École nationale supérieure des mines de Paris).
- Reconstruction de l'hôtel de Duras, rue Saint-Augustin, 1708, pour Louise-Madeleine de La Marck, veuve d'Henri de Durfort, duc de Duras.
- Jardins de l'évêché de Castres.
- Hôtel de Clermont, 69 rue de Varenne, pour Jeanne Thérèse Pélagie d'Albert de Luynes, marquise de Saissac, 1713.
- Maison à Meudon, pour Jeanne Baptiste d'Albert de Luynes, comtesse de Verrue, 1714.
- Palais archiépiscopal, Auch.
- Jardins du Canet, près de Narbonne.
- Maison Regnault à Châtillon (Hauts-de-Seine).
- Folie Desmares à Chatillon (Hauts-de-Seine).
- Palais Apraxine, Saint-Pétersbourg, 1717-1718.
- Palais Constantin, Strelna, 1717-1719.